# Júlio de Castilhos
Júlio Prates de Castilhos (São Martinho, então distrito de Cruz Alta (atual Júlio de Castilhos), 29 de junho de 1860 – Porto Alegre, 24 de outubro de 1903) foi um jornalista e político brasileiro, considerado o "patriarca do Rio Grande do Sul" pelos seus conterrâneos. Foi presidente do Rio Grande do Sul por duas vezes e principal autor da Constituição Estadual de 1891. Disseminou o ideário positivista no Brasil. Influenciou Getúlio Vargas, o qual procurou implementar o castilhismo no Estado Novo (1937-1945).

## Biografia
Tornou-se órfão com pouco mais de dez anos, e mais tarde, herdou a fortuna de seu pai para investir em sua educação.
Embora formado pela Faculdade de Direito de São Paulo, atuou como jornalista e político. Membro do Partido Republicano Riograndense (PRR), dirigiu o jornal A Federação de 1884 a 1889, onde fez propaganda das ideias republicanas. Rapidamente, tornou-se um dos principais líderes do PRR.
Em 1891 elegeu-se deputado para a Assembleia Constituinte, quando destacou-se por se opor a Rui Barbosa no capítulo que versava sobre a discriminação de rendas, defendendo os pequenos estados da federação. Neste mesmo ano, redigiu praticamente sozinho a Constituição do Estado do Rio Grande do Sul, usando depois todos os meios possíveis para obter sua aprovação.
Em 15 de julho de 1891, Júlio de Castilhos foi eleito presidente do estado do Rio Grande do Sul e foi deposto em novembro do mesmo ano em decorrência do Golpe de Três de Novembro. Pouco mais de um ano depois, Júlio de Castilhos disputa nova eleição (sem concorrentes), obtendo 26 377 votos, e volta a ocupar o antigo posto. Sua posse ocorreu em 25 de janeiro de 1893. Neste mesmo ano, contém a Revolução Federalista, de tendência parlamentarista e liderada por Gaspar Silveira Martins.
Júlio de Castilhos morreu prematuramente em 1903, vítima de câncer na garganta. A última casa em que viveu foi adquirida pelo governo do Estado em 1905 e ainda neste ano ali instalou o Museu Júlio de Castilhos, no centro de Porto Alegre. O político foi também homenageado na capital gaúcha com a construção de um grande monumento na Praça da Matriz.

## Influência

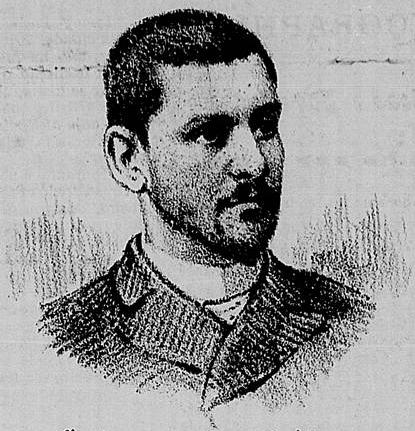
Júlio de Castilhos

Júlio de Castilhos exerceu influência singular sobre a política gaúcha. A constituição estadual de 1891, elaborada por ele, inspirava-se muito fortemente no positivismo do filósofo francês Auguste Comte e garantia ao governante os meios legais de implementar a política de inspiração positivista. Essa foi a primeira constituição estadual da república a ser concluída, e acabou servindo de base a diversas outras no país, disseminando assim seus ideais.
Embora tida por autoritária, tal constituição pretendia implementar no caráter do regime republicano aspectos racionais, baseados na História e na Ciência a fim de superar aspectos populares ou metafísicos.
O chamado castilhismo consolidou-se como corrente política e teve voz ativa por cerca de quarenta anos, principalmente no Rio Grande do Sul, mas também no restante do Brasil. Borges de Medeiros, sucessor de Castilhos, seguiu firmemente os ideais do mestre à frente do governo estadual. No plano nacional, Getúlio Vargas procurou implementar o castilhismo no Estado Novo (1937-1945).

## Seguidores
- Borges de Medeiros
- Carlos Barbosa
- Flores da Cunha
- Getúlio Vargas
- Pinheiro Machado
- Augusto Pestana

## Galeria de imagens

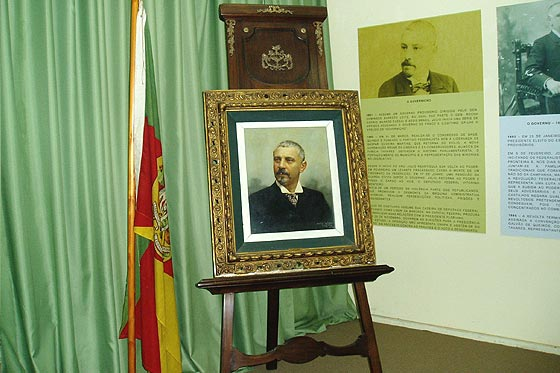
Retrato (óleo sobre tela) de Júlio de Castilhos (V. Cervásio, 1913)
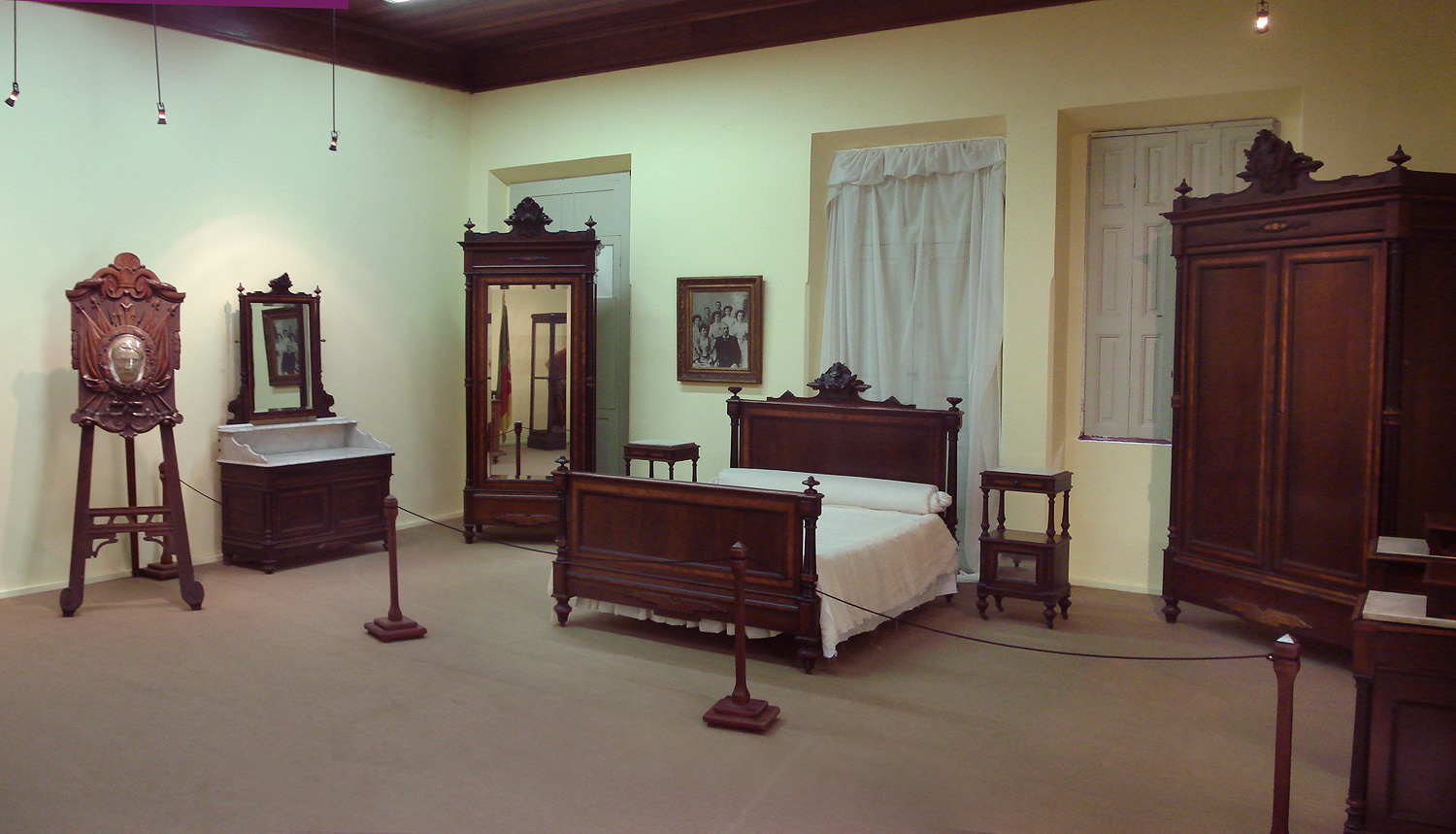
Reconstituição do dormitório de Júlio de Castilhos
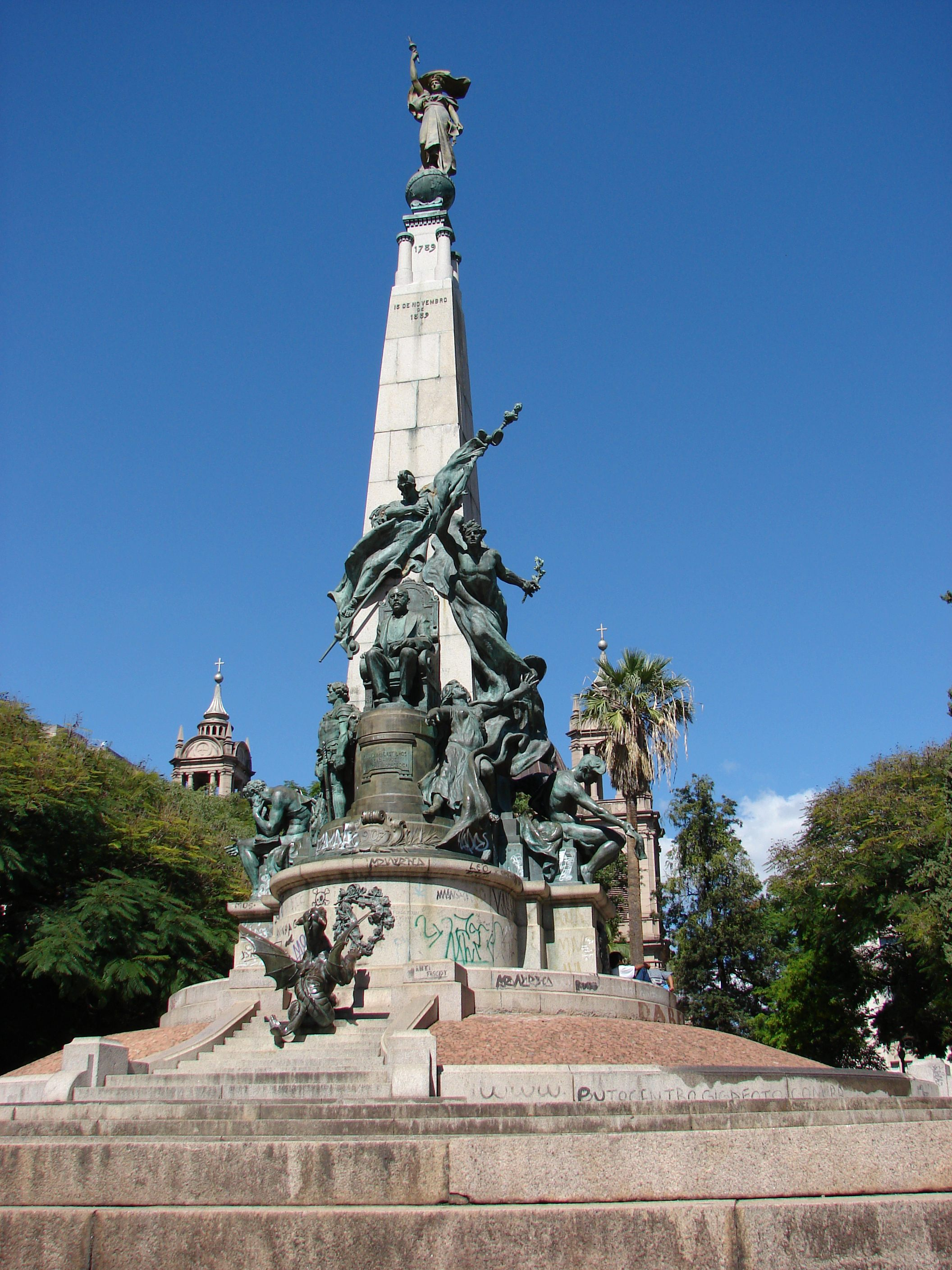
Monumento positivista a Júlio de Castilhos, em Porto Alegre
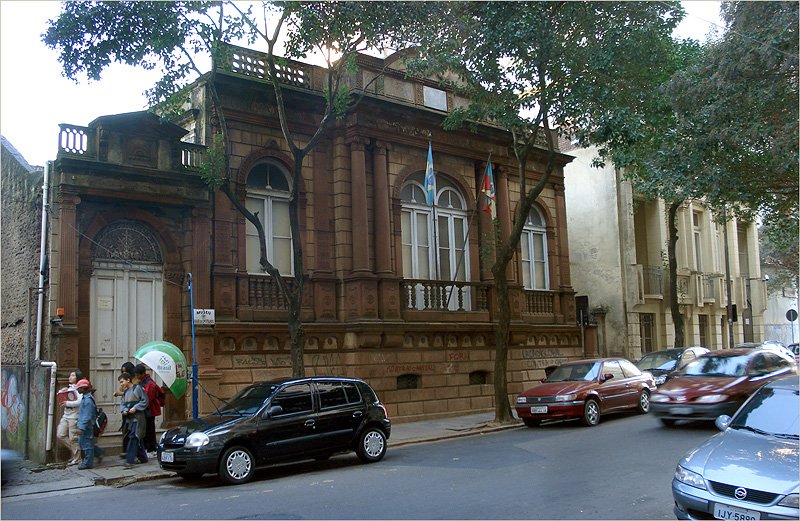
Casa de Júlio de Castilhos, em Porto Alegre